# Estadio Rómulo Shaw Cisneros
El Estadio Rómulo Shaw Cisneros es el estadio principal de la ciudad de Chancay. A partir del año 2010 es el estadio principal del Deportivo Coopsol de la Segunda División del Perú. 
Actualmente, el estadio es utilizado para encuentros de la Segunda División del Perú y Copa Perú, donde participan de locales, Deportivo Coopsol y equipos de las diferentes ligas distritales de Chancay y distritos cercanos como el Aurora Chancayllo. Durante la Copa Perú 2013, Unión Huaral fue local en el estadio Rómulo Shaw Cisneros debido a que no pudo usar su estadio habitual, el Estadio Julio Lores Colán.

## Historia
El recinto deportivo fue inaugurado durante la gestión del Dr. Rómulo Shaw Cisneros como alcalde de Chancay, bajo el nombre de Estadio Municipal de Chancay. El año 2003 se cambió el nombre del estadio, en honor al exalcalde.